# QuakeNet

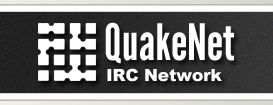
Logo de QuakeNet

QuakeNet es una red de IRC. Desde 2003 hasta 2007 fue una de las redes que mayor número de usuarios tiene, con una media de 118.398 simultáneos en 2007. Esta cifra ha ido descendiendo desde 2005, año en que llegó al pico de 242.125 usuarios simultáneos. Aun así se mantiene como una de las redes con un gran número de usuarios.

QuakeNet pretendía ser una red de IRC dedicada a juegos, como canales de soporte dedicados a juegos y clanes. Pero con el paso de los años, diferentes canales de distintos temas se han ido registrando en QuakeNet, hasta llegar a ser una red sin un tema en concreto. A pesar de ello, oficialmente sigue siendo una red dedicada a los juegos en internet.
Una de las diferencias más destacables de QuakeNet es que no se registran nicks, sino cuentas, permitiendo a cualquiera identificarse en su cuenta con cualquier nick.
QuakeNet dispone de un bot cumpliendo las funciones de NickServ y ChanServ, cierto bot tiene de nick Q. Q es el encargado de registrar y mantener todos los nicks y canales de la red.
QuakeNet dispone del mismo sistema de bans utilizado por IRC Hispano, llamado G-line (Global Kill Line). Los G-lines en esta red no solo son añadidos por los IRCops, también el mismo IRCd añade G-lines a los usuarios que entren en la red con el mismo host/ip, bloqueando así la entrada de clones y mejorando la seguridad de la red. A pesar de ello, muchos usuarios se han quejado por la falta de libertad en cuanto al número de usuarios máximo permitido (desde el mismo host).